# Stoomtram-Maatschappij Breskens - Maldeghem

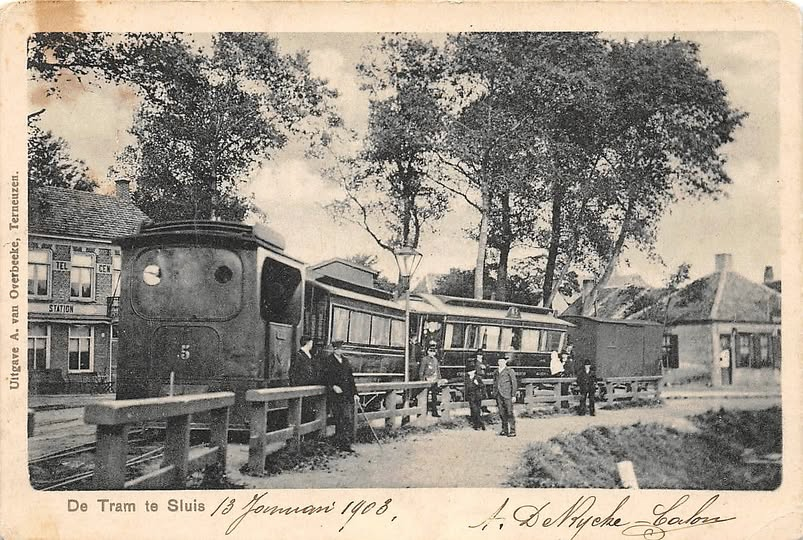
Stoomtram-Maatschappij Breskens - Maldeghem (SBM): De Tram te Sluis, 1908

De N.V. Stoomtram-Maatschappij Breskens – Maldeghem (S.B.M.) te Aardenburg is een Nederlands voormalig openbaarvervoerbedrijf dat streekvervoer verzorgde in West-Zeeuws-Vlaanderen.
Als stoomtrambedrijf, op meterspoor, exploiteerde de SBM vanaf 1887 lijnen ten westen van de lijn Breskens – Schoondijke. Het busbedrijf reed na de Tweede Wereldoorlog ook op enkele bestemmingen in West-Vlaanderen, namelijk Brugge en Knokke.
Vanaf 1948 was het een volledig autobusbedrijf, waarin de Nederlandse Spoorwegen een minderheidsaandeel hadden van 42%. In 1975 ging de SBM over naar de Zeeuwsch-Vlaamsche Tramweg-Maatschappij (ZVTM) te Terneuzen. Deze maatschappij reed vooral in Midden- en Oost-Zeeuws-Vlaanderen. Dit geheel werd in 1978 opgenomen in de autobusmaatschappij Zuid-West-Nederland (ZWN) te Zierikzee.

## Stoomtramlijnen

Kaart van tramlijnen in Zeeland en op de Zuid-Hollandse eilanden omstreeks 1930.

- Tramlijn Breskens - Maldegem (1887)
- Tramlijn Draaibrug - Sluis (1887)
- Tramlijn Oostburg - Cadzand (1912)
- Tramlijn Breskens - Sluis (1925-1926)
- Tramlijn Cadzand - Cadzand Haven (1929)

Op de meeste tramlijnen eindigde het reizigersverkeer in 1948. Een jaar later, in 1949, werd ook op de meeste lijnen het goederenverkeer beëindigd en werden de trambanen opgebroken.

## Aansluitingen

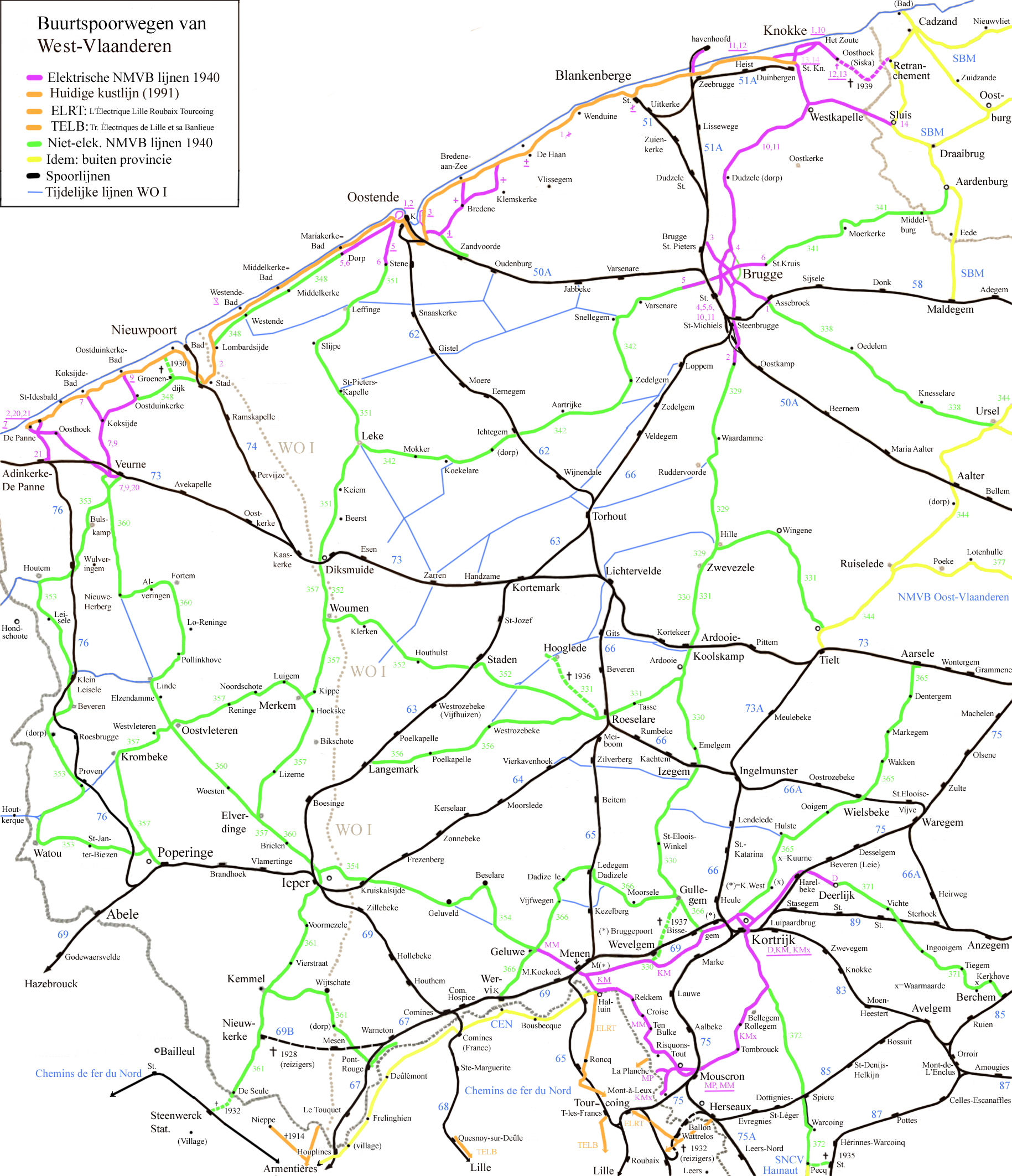
Buurtspoorwegen van de provincie West-Vlaanderen

Als spoorwijdte was aanvankelijk kaapspoor (1.067 mm) gepland, maar de SBM-lijnen werden aangelegd in meterspoor (1.000 mm), met het oog op eventuele aansluitingen met NMVB-lijnen in het Belgische deel van Vlaanderen.
Aansluitingen waren er bij de volgende plaatsen:
- te Schoondijke aan de IJzSM (later ZVTM), vanaf 1891;
- te Sluis aan de NMVB-lijn naar Westkapelle – Brugge, vanaf 1890;
- te Retranchement aan de elektrische NMVB-lijn naar Knokke, vanaf 1929, opheffing 1939;
- te Aardenburg aan de NMVB-lijn Aardenburg – Middelburg – Moerkerke – Brugge; geopend met stoom in 1904, aansluiting per 1908, motortram vanaf 1935, opheffing 1940;
- te Breskens aan de ZVTM, vanaf 1932.

## Bijzonderheden
- Het aansluitende lijngedeelte Sluis – Sint-Anna-ter-Muiden (– Westkapelle – Brugge) was aangelegd door de SBM maar werd geëxploiteerd door de NMVB;
- De SBM kende een tijd lang tijdens de zomer doorgaand reizigersmaterieel in verbinding met de NMVB: vanaf 1909 waren dit complete doorgaande stoomtrams Knokke – Sluis – Breskens, onderbroken tijdens de Eerste Wereldoorlog. Vanaf de elektrificatie in 1929 van de lijn op Vlaams gebied, vanaf Retranchement gewijzigd in doorgaande stoomtramrijtuigen achter elektrische trams (tot 1939).
- Als enige Nederlandse stoomtrambedrijf bestelde de SBM een apart salonrijtuig, met het oog op een verwacht koninklijk bezoek (NTM en RTM pasten voor zo'n situatie een bestaand stoomtramrijtuig aan): Beijnes, 1904, ongenummerd.
- In Draaibrug bevond zich sedert 1886 een indrukwekkende tramremise met een groot emplacement en werkplaatsen waar vele tientallen mensen hebben gewerkt. Later werd dit een busremise. Hoewel de remise inmiddels is opgeheven zijn enkele van de bijbehorende gebouwen nog aanwezig.

## Museumvoertuigen

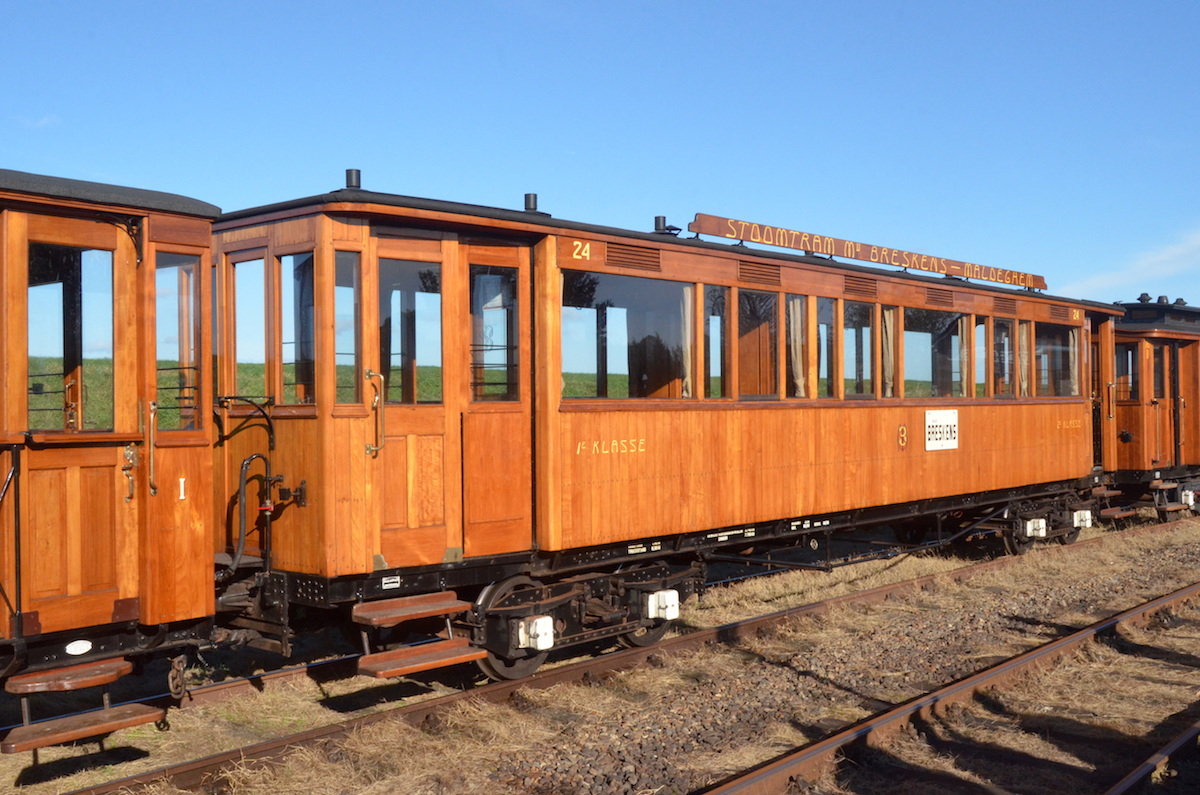
Rijtuig SBM AB 24 bij de Stoomtram Hoorn-Medemblik, te Medemblik; 28 oktober 2018.

Bij de Museumstoomtram Hoorn - Medemblik bevinden zich:
- rijtuig AB 24, Allan, 1925: voormalig zomerhuis, later kleedlokaal bij voetbalveld; bedrijfsvaardig sinds 2008;
- postbagagewagen D3, Allan, 1913: niet gerestaureerd;
- postbagagewagen D5, Allan, 1926 (slechts restant)